# Schadenfreude

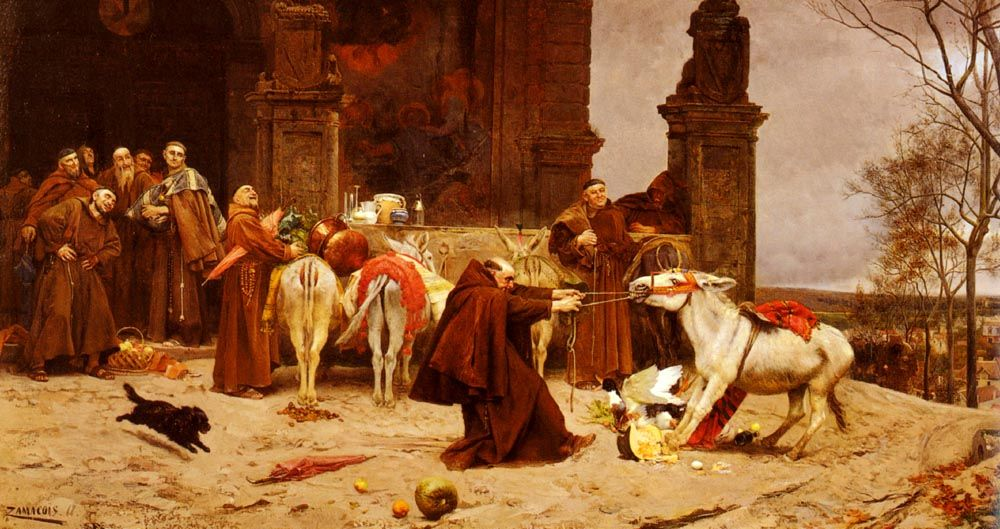
Retorno ao Convento, de Eduardo Zamacois y Zabala, 1868 (Museu Carmen Thyssen, Málaga). A pintura retrata um grupo de monges, rindo enquanto um deles se esforça para fazer um asno se mover.

Schadenfreude (AFI: [/ˈʃɑː.dənˌfrɔɪ.də/], literalmente, alegria perante o dano) é um empréstimo linguístico da língua alemã para designar o sentimento de alegria maligna experimentada diante do dano ou infortúnio sofrido por um terceiro. O termo é formado pelas palavras Schaden ('dano', 'prejuízo') e Freude ('alegria', 'prazer').
Existe uma distinção entre a schadenfreude discreta — um sentimento íntimo não declarado — e a schadenfreude pública — que se expressa abertamente como escárnio, ironia ou sarcasmo diante da desventura de alguém. Na língua portuguesa, a schadenfreude pública pode ser expressa, por exemplo, com o uso da exclamação "bem feito (a ele ou ela)!".
| “ | "Que coisa mais medonha de se imaginar que uma língua possa possuir uma palavra que expresse o prazer que o homem sente para com calamidades alheias; a própria existência da palavra presta testemunho da existência da coisa. E mesmo assim em mais de um idioma tal palavra existe. | ” |

## Sinônimos e conceitos relacionados
No idioma grego antigo, encontram-se registros da emoção equivalente epichairekakia (ἐπιχαιρεκακία, primeiro atestada em Aristóteles), de ἐπί epi, 'sobre', χαρά chara, 'alegria', e κακόν kakon, 'mal'. Uma "alegria maliciosa"  era já denunciada em Ética a Nicômaco: "Nem toda ação ou paixão admite a observância de uma devida mediana. Com efeito, a própria designação de algumas implica diretamente o mal, tais como a epikhairekakia (...)".
O ditado popular em língua portuguesa "Pimenta nos olhos dos outros é refresco" expressa similaridade com o conceito de Shadenfreude.

## Exemplos de aplicação
- "Schadenfreude ist die schönste Freude, denn sie kommt von Herzen." (ditado popular)

Schadenfreude é a mais bela alegria, porque vem do coração.
- "Neid zu fühlen ist menschlich, Schadenfreude zu genießen teuflisch." (Arthur Schopenhauer)[5]

É humano sentir inveja mas é diabólico experimentar Schadenfreude.
- "Schadenfreude se origina do fato de que, em vários aspectos de que tem plena consciência, cada um se encontra mal, sente aflição, dor ou arrependimento: o mal que atinge o outro o equipara a ele, abranda a sua inveja. (...)  Schadenfreude é a mais comum expressão da vitória e restauração da igualdade, também na mais elevada organização do mundo. Apenas depois que o ser humano aprendeu a ver nos outros humanos os seus iguais, isto é, depois da fundação da sociedade, existe Schadenfreude" (Friedrich Nietzsche)[4]